# Lapa do Diva
A Lapa do Diva (ou ainda Gruta Diva de Maura) é uma caverna situada no município de Iraquara, na Chapada Diamantina, região central do estado brasileiro da Bahia. Possui uma extensão de 3 900 metros.
Integra o sistema de grutas formado no curso do riacho Água de Rega (na bacia do Rio Santo Antônio, próximo a ela), próximo ao sistema da Lapa Doce.
Na descrição do geólogo Fernando V. Laureano, essa gruta "Está integralmente posicionada na zona de oscilação atual do nível d’água e desenvolve-se em galerias estreitas, não mais largas do que 5 m. Sua entrada encontra-se ao fundo de uma dolina de abatimento profunda, estreita e alongada, cujo eixo maior é subparalelo ao conduto inicial estreito que desenvolve-se praticamente de forma linear (...) A montante desse primeiro trecho, a caverna muda seu padrão morfológico em planta aproximando-se do padrão anastomosado encontrado na Lapa Doce e Torrinha. Quase toda a caverna é coberta por uma capa de lama e jangadas (placas de calcita flutuante), espeleotemas são poucos, mas são recorrentes pilhas de sedimentos detríticos na forma de bancos e barras, aparentemente, associados à dinâmica atual do curso d’água que ali se desenvolve." O pesquisador apresentou, em duas amostras de sedimentos ali coletadas, datações de cerca de um milhão de anos e quinhentos mil anos atrás, respectivamente.